# Ráskai Gáspár
Ráskai Gáspár vagy Ráskay (16. század) magyar költő, II. Lajos főkamarása, később tárnokmester és temesi főispán, hadvezér.
Édesapja Ráskai Balázs tárnokmester volt. Werbőczy István csoportjához tartozott, s 1526-ban Besztercebányán egy felkelést fojtott el, amelyet az ottani bányászok indítottak.

Enyingi Török Bálinttal a törökök ellen harcolt. Eszék ostromakor I. Szulejmán ellen harcoltak. A mohácsi csatában lovasaival ő őrizte a királyt Török Bálinttal és Vitéz Kállai Jánossal.
A mohácsi vész után Szapolyai János híve lett, akinek parancsára 1526 végén megszállta Visegrádot, majd novemberben Komáromot, nehogy I. Ferdinánd elfoglalja. A szintén Ferdinánd-párti gróf Cseszneky Györgytől Tatát foglalta el. 1530-ban Buda védelmében küzdött. Érdemeiért nógrádi főispán lett, majd Temes vármegyét kapta.
Költőként egy szép históriás könyvet adott ki 1552-ben.

## Műve
- Egy szép história az vitéz Franciscorul és az ő feleségéről, Debrecen, 1574
- Egy szep história az vitez Franciskóról és az ö feleségéröl, 1552; bev. Szilády Áron; Franklin, Bp., 1898 (Olcsó könyvtár)